# قاعة حفلات والت ديزني

قاعة حفلات والت ديزني هي قاعة موسيقى من تصميم فرانك جيري تقع في مدينة لوس أنجلوس،كاليفورنيا.تم افتتاح المبنى في 2003.